# Albert Heremans
Albert Heremans (Merchtem, 13 april 1906 - 15 december 1997) was een Belgisch voetballer die speelde als verdediger maar soms ook als aanvaller werd uitgespeeld. Hij voetbalde in Eerste klasse bij Daring Club Brussel en speelde zeven interlandwedstrijden met het Belgisch voetbalelftal. Na zijn spelersloopbaan was Heremans voetbaltrainer bij onder meer Eendracht Aalst.

## Loopbaan

### Als speler
Heremans debuteerde in 1924 als aanvallende verdediger in het eerste elftal van Daring Club Brussel. Hij verwierf er al spoedig een basisplaats en werd met de ploeg tweemaal landskampioen (1936 en 1937). Heremans maakte in 1935 deel uit van de ploeg die erin slaagde om de ononderbroken reeks van 60 ongeslagen wedstrijden van Union Sint-Gillis te beëindigen. In 1939 degradeerde de ploeg echter naar Tweede klasse wegens een poging tot omkoping van een speler van Union. Heremans bleef er nog voetballen tot in 1942 en zette toen een punt achter zijn spelersloopbaan op het hoogste niveau. In totaal speelde hij 346 wedstrijden in Eerste klasse en scoorde hierbij 45 doelpunten.
Tussen 1931 en 1934 speelde Heremans zeven wedstrijden met de nationale ploeg. Hij maakte deel uit van de ploeg die deelnam aan het Wereldkampioenschap voetbal 1934 in Italië. Hij speelde er één wedstrijd als aanvaller maar wist niet te scoren.

### Als trainer
Na zijn spelersloopbaan werd Heremans voetbaltrainer, voornamelijk op lager niveau. In 1960 promoveerde hij met Eendracht Aalst naar Eerste klasse en behaalde er met zijn ploeg onmiddellijk een tiende plaats. Het volgende seizoen werd Heremans echter vroegtijdig de laan uitgestuurd omwille van de tegenvallende resultaten. Rik Geertsen nam het trainerschap van hem over maar de degradatie kon niet meer vermeden worden.